# La Trois
Ne doit pas être confondu avec France 3.
La Trois est une chaîne de télévision publique de la Communauté française de Belgique appartenant au groupe public Radio-télévision belge de la Communauté française (RTBF).
Elle partage son canal avec Auvio Kids TV de 9 h (en semaine) ou de 6 h (en fin de semaine) jusqu'à 20 h.

## Histoire de la chaîne
La Trois a été lancée officiellement le 30 novembre 2007 avec le lancement officiel du bouquet TNT de la RTBF. La chaîne était une copie dérivée, uniquement à destination du territoire belge, de la chaîne satellitaire RTBF Sat qui, depuis 2001, était elle destinée aux Belges habitant l’étranger et qui a disparu le 15 février 2010 à minuit. Cependant, La Trois garde le même style de programmation jusqu’au 23 septembre 2010, pour avoir le 25 septembre 2010 sa propre programmation basée sur la jeunesse et la culture, ainsi que sa version en haute définition.

## Identité visuelle

### Logos

Logo de La Trois du 30 novembre 2007 au 25 septembre 2010 et depuis septembre 2014.
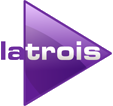
Logo de La Trois du 25 septembre 2010 à septembre 2014.
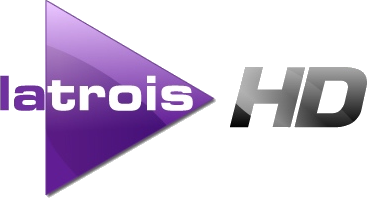
Logo de La Trois HD du 25 septembre 2010 à septembre 2014[3].
Logo alternatif de La Trois du 7 septembre 2020

### Slogans
- Depuis le 30 novembre 2007 : « Plurielle, utile, ouverte sur le monde »[4]

## Programmes
La programmation de La Trois était identique à celle de RTBF Sat : directs et rediffusions uniquement de programmes produits par la RTBF, mais continue la même programmation que ce qu’il y avait sur RTBF Sat sauf les sports.
Depuis la rentrée 2010, alors que RTBF Sat a disparu des antennes depuis le 15 février 2010, La Trois a sa propre programmation et ne diffuse pas de publicité, tout comme RTBF Sat et contrairement aux 2 premières chaînes. La Trois accueille les émissions pour enfants, des films et séries en version originale, des documentaires, des archives en cours de numérisation, des JT avec traduction gestuelle et des rediffusions.
Un programme de transition a eu lieu entre le 15 février 2010 et le 25 septembre 2010, date à laquelle La Trois a eu sa propre programmation. « Cette programmation composée essentiellement des programmes jeunesse ainsi qu’une partie des programmes culturels », a déclaré François Tron lors d’une entrevue accordé au Journal Télévisé de 13 heures sur La Une du 23 août 2010. Parmi les programmes pour la jeunesse, on retrouve le journal télévisé spécifiquement à destination des enfants Les Niouzz.

## Audiences
Source : Centre d'Information sur les Médias.

### Audience globale
| Année | Parts de marché |
| ----- | --------------- |
| 2010  | —               |
| 2011  | —               |
| 2012  | —               |
| 2013  | —               |
| 2014  | 1,27 %          |
| 2015  | 1,4 %           |
| 2016  | 1,3 %           |
| 2017  | 1,40 %          |
| 2018  | 1,33 %          |
| 2019  | 1,36 %          |

| Année | Parts de marché |
| ----- | --------------- |
| 2020  | 1,69 %          |
| 2021  | —               |
| 2022  | —               |
| 2023  | —               |
| 2024  | —               |
| 2025  | —               |
| 2026  | —               |
| 2027  | —               |
| 2028  | —               |
| 2029  | —               |

Avec une audience moyenne de 1,69 % de part de marché en 2020, La Trois est la septième chaîne belge francophone la plus regardée. Si on prend en compte les chaînes étrangères, La Trois est la dixième chaîne la plus regardée en Belgique francophone.

### Top 10 des programmes les plus regardés par année
Bien que la chaîne a commencé à émettre en 2010, le CIM ne publie ses audiences annuelles que depuis décembre 2019.
| 2020 | 2020                                       | 2020       | 2020                      | 2020           |
|      | Programme                                  | Date       | Nombre de téléspectateurs | Part de marché |
| ---- | ------------------------------------------ | ---------- | ------------------------- | -------------- |
| 1    | Queen at Wembley                           | 01/05/2020 | 161 000                   | 8,1 %          |
| 2    | The Handmaid's Tale : La Servante écarlate | 08/01/2020 | 133 600                   | 8,7 %          |
| 3    | Le Pacha                                   | 21/10/2020 | 130 300                   | 9,0 %          |
| 4    | L'Échange des princesses                   | 26/12/2020 | 125 600                   | 7,3 %          |
| 5    | Après Hitler                               | 09/05/2020 | 120 400                   | 7,4 %          |
| 6    | Apocalypse, la Seconde Guerre mondiale     | 27/07/2020 | 120 100                   | 2,7 %          |
| 7    | Trump est-il fou ?                         | 03/11/2020 | 118 900                   | 9,6 %          |
| 8    | Le Bon, la Brute et le Truand              | 08/07/2020 | 117 900                   | 10,3 %         |
| 9    | 39-45, Amours interdits                    | 06/06/2020 | 117 200                   | 6,0 %          |
| 10   | Françoise Dolto, le désir de vivre         | 03/09/2020 | 114 600                   | 2,6 %          |

| 2019 | 2019                                             | 2019       | 2019                      | 2019           |
|      | Programme                                        | Date       | Nombre de téléspectateurs | Part de marché |
| ---- | ------------------------------------------------ | ---------- | ------------------------- | -------------- |
| 1    | La Bataille des Ardennes                         | 10/12/2019 | 142 300                   | 11,3 %         |
| 2    | Marie Besnard, l'empoisonneuse - Première partie | 28/12/2019 | 90 800                    | 5,8 %          |
| 3    | Imagine: John Lennon                             | 06/12/2019 | 76 800                    | 4,9 %          |
| 4    | Le Grinch                                        | 24/12/2019 | 76 100                    | 10,5 %         |
| 5    | Le doc du bourlingueur                           | 15/12/2019 | 55 800                    | 3,5 %          |
| 6    | Le 19.30                                         | 10/12/2019 | 55 400                    | 3,2 %          |
| 7    | Peter Pan                                        | 31/12/2019 | 51 000                    | 6,7 %          |
| 8    | Le procès de Ceausescu, une révolution volée     | 14/12/2019 | 50 200                    | 3,3 %          |
| 9    | Coco Chanel                                      | 30/12/2019 | 49 500                    | 3,1 %          |
| 10   | Concert de Noël au Palais royal                  | 25/12/2019 | 47 400                    | 3,1 %          |

## Diffusion
La Trois est actuellement diffusée sur le bouquet TNT de la RTBF, en numérique dans l’offre de base de VOO, de Numericable Belgique, en satellite (Astra1) sur TéléSAT et sur Orange et en ADSL sur Proximus Pickx. Elle est également diffusée sur l’offre de base des câblo-opérateurs en analogique.
La chaîne est également proposée par le câblo-distributeur Telenet, en région bruxelloise, sur les communes couvertes par ce fournisseur et la région flamande.
En hertzien analogique, La Trois était diffusée sur le canal 60 UHF PAL depuis l'émetteur de Tournai depuis l'arrêt de RTBF Sat le 15 février 2010 jusqu'à l'arrêt des émissions analogiques de la RTBF le 1er mars de la même année. Ce canal avait été utilisé auparavant par AB4 à partir du 6 décembre 2003, remplacé par RTBF Sat le 1er janvier 2006.

## Annexe